# Microtatorchis erosula
Microtatorchis erosula är en orkidéart som beskrevs av Johannes Jacobus Smith. Microtatorchis erosula ingår i släktet Microtatorchis och familjen orkidéer. Inga underarter finns listade i Catalogue of Life.